# Aanp Pipal
Aanp Pipal (nep. आँपपीपल) – gaun wikas samiti w zachodniej części Nepalu w strefie Gandaki w dystrykcie Gorkha. Według nepalskiego spisu powszechnego z 2001 roku liczył on 1152 gospodarstw domowych i 5161 mieszkańców (2890 kobiet i 2271 mężczyzn).